# Franz Kieslich
Franz Kieslich (17 de março de 1913 - 31 de agosto de 2012) foi um oficial alemão que serviu na Luftwaffe durante a Segunda Guerra Mundial. Foi condecorado com a Cruz de Cavaleiro da Cruz de Ferro com Folhas de Carvalho.

## Condecorações
| Nome                                                                   | Data                    |
| ---------------------------------------------------------------------- | ----------------------- |
| Distintivo de aviador                                                  | 22 de fevereiro de 1937 |
| Distintivo de Voo do Fronte da Luftwaffe em Ouro com galhardete "1000" |                         |
| Medalha Anschluss                                                      | 16 de dezembro de 1938  |
| Medalha dos Sudetos                                                    | 1 de outubro de 1939    |
| Cruz de Ferro (1939) 2ª Classe                                         | 5 de maio de 1941       |
| Cruz de Ferro (1939) 1ª Classe                                         | 10 de agosto de 1941    |
| Distintivo de Feridos em Preto                                         | 18 de maio de 1944      |
| Medalha da Frente Oriental                                             | 13 de agosto de 1942    |
| Escudo da Crimeia                                                      | 15 de março de 1943     |
| Cruz Germânica em Ouro                                                 | 10 de julho de 1942     |
| Cruz de Cavaleiro da Cruz de Ferro                                     | 5 de janeiro de 1943    |
| Cruz de Cavaleiro da Cruz de Ferro com Folhas de Carvalho nº 619       | 10 de outubro de 1944   |